# موراي ماكلين
موراي ماكلين (بالإنجليزية: Murray McLean)‏ هو دبلوماسي أسترالي، ولد في 5 فبراير 1947 في East Melbourne ‏ في أستراليا.